# Manu Trigueros
Manuel Trigueros Muñoz (* 17. Oktober 1991 in Talavera de la Reina) ist ein spanischer Fußballspieler. Er spielt als Mittelfeldspieler beim FC Granada in der Segunda División.

## Karriere
Manu Trigueros gab sein Debüt mit FC Villarreal in der Saison 2012/13 in der Segunda División. 2013 spielte er sein erstes Spiel in der Primera División. Über die Jahre wurde er zum Stammspieler beim FC Villarreal und machte somit am 3. November 2012 sein erstes Tor für den Klub.
In der Saison 2020/21 gewann er die UEFA Europa League mit 11:10 i. E. gegen Manchester United.

## Titel und Erfolge

### FC Villarreal
- UEFA Europa League: 2020/21